# Sprawa likwidacji Kompanii Indyjskiej
Sprawa likwidacji Kompanii Indyjskiej – skandal polityczno-finansowy, jaki wybuchł we Francji w 1794 roku w związku z fałszerstwem dekretu o likwidacji Kompanii Indyjskiej.

## Kompania Indyjska przed rewolucją
Kompania Indyjska powstała w 1719 r. z inicjatywy Johna Lawa. W 1722 r. specjalnym nakazem królewskim otrzymała monopol na prowadzenie handlu z koloniami (z wyjątkiem posiadłości w Ameryce). Mimo początkowych sukcesów, Kompania odniosła poważne straty finansowe na skutek kolejnych wojen, a w 1769 r. straciła prawo monopolu. Na nowo rozpoczęła działalność dzięki wsparciu finansowemu Ludwika XVI (jako Nowa Kompania Indyjska), została w 1794 r. zlikwidowana przez Konwent Narodowy.

## Likwidacja Kompanii Indyjskiej
Inicjatorami likwidacji Kompanii byli Joseph Delaunay i Charles-François Delacroix, którzy domagali się zamknięcia spółki jako kary za przeprowadzane przez nią nielegalne operacje (sprzedaż akcji). Do parlamentarnej akcji wymierzonej w Kompanię dołączyli Claude Basire, Jean Julien i Philippe Fabre d’Églantine. Za sprawą ich argumentacji 24 sierpnia 1793 r. specjalny dekret Konwentu likwidował wszystkie stowarzyszenia finansowe i akcyjne.
W następstwie powziętej uchwały Konwent powołał specjalną komisję, która miała sformułować drugi dekret, dotyczący jedynie likwidacji Kompanii Indyjskiej. Zasiadający w niej Delaunay, Basire, Chabot i Julien zaoferowali akcjonariuszom przedsiębiorstwa następujący układ: komisja miała tak napisać dekret, by umożliwić Kompanii Indyjskiej samodzielne zakończenie działalności, już bez udziału rządu (i tym samym bez strat dla udziałowców), za cenę około 500 tys. liwrów. Kwota ta najprawdopodobniej faktycznie wpłynęła do ich rąk, gdyż w zredagowanym tekście dekretu znajdowały się liczne wyrażenia o charakterze wieloznacznym, podatne na korzystną dla Kompanii interpretację.
Dekret przepadł jednak na skutek głosowania w Konwencie, gdyż po jego odczytaniu deputowani zorientowali się w leżących w nim możliwościach manipulacji i wprowadzili istotne poprawki. Fabre d’Eglantine, wspierany przez Robespierre’a, doprowadził do jednoznacznego wprowadzenia do tekstu informacji o likwidacji Kompanii przez państwo, a Pierre Joseph Cambon – o pokryciu przez akcjonariuszy spółki całego ewentualnego deficytu.

### Fałszerstwo dekretu
Dekret w nowej formie, z podpisem Fabre’a, został przesłany do publikacji w Biuletynie rewolucyjnym, jednak po zaskakująco długim, dziewiętnastodniowym okresie ukazał się w kształcie zaproponowanym przez komisję, bez poprawek Konwentu. W rezultacie Kompania samodzielnie przeprowadziła procedury upadłościowe, a wydelegowani do związanych z tym zadań komisarze Konwentu nie mieli żadnego wpływu na postępowanie akcjonariuszy. Cała ta operacja przeszła, wobec mnogości wydarzeń na scenie politycznej, praktycznie niezauważenie. Nigdy nie udało się wyjaśnić, czy członkowie komisji sami sfałszowali podpis Fabre’a na dokumencie niezawierającym jego własnej poprawki, czy też Fabre również został przekupiony.

### Wyjaśnienia Chabota
W listopadzie 1793 r. wyszło na jaw popełnione fałszerstwo, które zostało natychmiast połączone z osobą François Chabota, ze względu na prowadzony przez niego hulaszczy tryb życia i związki z bogatymi bankierami, braćmi Frey. Chabot, będąc jedynym podejrzanym, został aresztowany i przedstawił własną wersję wydarzeń związanych z likwidacją, z której wynikało, iż fałszerstwo należało do szerszego spisku antyrepublikańskiego, którego głową był baron Jean de Batz, zaś głównymi aktorami – hebertyści. Chabot domagał się aresztowania ich wszystkich i zdołał zainteresować całą sprawą Robespierre’a oraz Komitet Ocalenia Publicznego.

## Odnalezienie „prawdziwego” dekretu
1 stycznia 1794 r. w domu Delaunaya został przypadkowo odnaleziony tekst dekretu, zgodny z jego pierwszym projektem, napisany ręką Fabre’a d’Eglantine’a. Wywołało to podejrzenia, że tak naprawdę inspiratorem całej sprawy był właśnie on. Szczególnie Jean Amar i Marc Vadier ostro zaatakowali Fabre’a w raporcie opracowanym w całej sprawie przez Komitet Bezpieczeństwa Powszechnego. W rezultacie d’Eglantine został aresztowany 13 stycznia. Zatrzymano również kilku finansistów związanych z Kompanią oraz wskazanych przez Chabota w grudniu 1793 r.

## Związki dantonistów z aferą
Wyjście na jaw sprawy Kompanii Indyjskiej poważnie zaszkodziło głównie dantonistom, z którymi związani byli Basire, Fabre d’Eglantine oraz Delaunay. Nie udało się do tej pory wyjaśnić, na ile liderzy dantonistów (Georges Danton i Camille Desmoulins) orientowali się w sprawie lub odnieśli w jej rezultacie korzyści majątkowe. Chociaż Danton nie tylko zaprzeczał wszelkim relacjom z Chabotem, wiadomo, że był z nim w kontakcie listownym, zaś jeden z tych listów wyraźnie wskazywał na to, że Danton miał w rękach sfałszowany dokument.